# Rinopitec de Brelich
El rinopitec de Brelich (Rhinopithecus brelichi) és una espècie de primat del grup dels presbitinis. Es tracta d'un mico bastant colorit. El color bàsic del pelatge és el marró grisós. Té una ratlla groga a la part superior del cap. El pit i la part interior dels braços també són grocs. La part inferior de l'esquena és grisa. El voltant dels ulls és calb i de color blanc o blau clar. Els mascles (14 kg) pesen bastant més que les femelles (8 kg).